# Thairé
Thairé är en kommun i departementet Charente-Maritime i regionen Nouvelle-Aquitaine i västra Frankrike. Kommunen ligger  i kantonen Aigrefeuille-d'Aunis som ligger i arrondissementet Rochefort. År 2022 hade Thairé 1 874 invånare.

## Befolkningsutveckling
Antalet invånare i kommunen Thairé
Referens:INSEE